# Take It Easy My Brother Charles
"Take It Easy My Brother Charles" é uma canção composta pelo cantor e compositor brasileiro Jorge Ben Jor. Lançada em novembro de 1969, faz parte do álbum de estúdio Jorge Ben e de um compacto duplo.

## Significado da canção
Esta canção junta-se a outras duas que se encontram no mesmo disco e que fornecem a genealogia do personagem "anjo" na discografia de Jorge Ben, "Charles, Anjo 45" e "Descobri que Eu Sou um Anjo". Estas canções referem-se à história do marinheiro rebelado Avelino Capitani que participou da Guerrilha do Caparaó, sendo preso e, após fugir da Penitenciária Lemos de Brito, refugiando-se no Morro do Livramento. Com a perseguição ao guerrilheiro tomando os jornais e tornando-se fonte de comentários pela cidade, Jorge Ben romantizou a sua história nestas músicas, construindo o personagem do "anjo", que é um justiceiro.

## Outras Versões
Um cover desta canção faz parte do autointitulado álbum de estreia da banda brasileira O Rappa, lançado em 1994.[carece de fontes?]